# Morden (London)

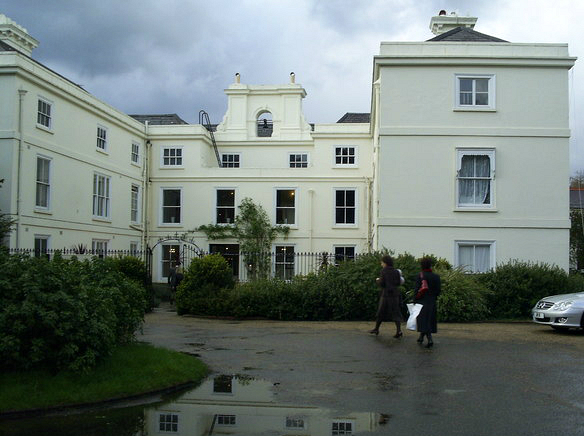
Vorderseite der Morden Hall im Morden Park

Morden ist ein Bezirk und eine Stadt im Süden Londons, England, innerhalb des London Borough of Merton, in der zeremoniellen Grafschaft Greater London. Es grenzt im Norden an Merton Park und Wimbledon, im Osten an Mitcham, im Süden an Sutton und im Westen an Worcester Park und liegt etwa 13 km südsüdwestlich von Charing Cross. Vor der Gründung des Großraums London im Jahr 1965 für kommunale Zwecke lag Morden in der administrativen und historischen Grafschaft Surrey.
Bei der Volkszählung 2011 hatte Morden eine Bevölkerung von 48.233, einschließlich der Bezirke Cannon Hill, Lower Morden, Merton Park, Ravensbury und St. Helier.
Morden Hall, ein denkmalgeschütztes Landhaus der Stufe 2 aus dem 18. Jahrhundert, sowie Morden Hall Park, ein Nationalpark des National Trust am Ufer des Flusses Wandle neben dem Stadtzentrum,  sind Sehenswürdigkeiten.